# 60 av. J.-C.
Cette page concerne l'année 60 av. J.-C. du calendrier julien proleptique.

## Événements
- 24 octobre 61 av. J.-C. (1er janvier 694 du calendrier romain) : début à Rome du consulat de Lucius Afranius  et Quintus Caecilius Metellus Celer[1]. Ce dernier défend énergiquement les intérêts du Sénat, en particulier contre Pompée et l'agitateur Clodius Pulcher dont il avait épousé la sœur Clodia[2] (la fameuse Lesbia de Catulle).
- Mars : Loi Flavia, projet de loi agraire dans l’intérêt des vétérans de Pompée, proposée par le tribun de la plèbe L. Flavius, défendue par Cicéron (lettre à Atticus du 15 mars). Le Sénat la rejette[3].
- 16 mars : éclipse solaire observée à Rome et en Espagne[4].
- Juin : César rentre à Rome. Pompée, Crassus et Jules César forment secrètement le premier triumvirat, avec comme premier objectif l’élection de César au consulat de 59 av. J.-C.[5].

- Début du règne de Juba Ier, roi de Numidie (fin en 46 av. J.-C.)[6]. Il transfère sa capitale à Zama Regia et constitue une armée puissante calquée sur le modèle romain, composée de Numides et d’une importante cavalerie espagnole et gauloise.
- À Rome, les édiles Varron et Murena font transporter des fresques prises à Sparte pour l’embellissement du comice[7].
- Asclépiade de Bithynie voit dans la maladie une modification dans l'ensemble de l'organisme.

## Naissances
- Denys d'Halicarnasse, rhéteur et historien grec.

## Décès
- Hiempsal II, roi de Numidie (date approximative).